# Hans-Jürgen von Arnim
Hans-Jürgen von Arnim (tiếng Đức: [ˈaɐ̯niːm]; 1889-1962) là Đại tướng (Generaloberst) của Quân đội Đức Quốc xã trong Thế chiến thứ hai, được trao Huân chương Chữ thập sắt bậc Hiệp sĩ (Ritterkreuz des Eisernen Kreuzes)

## Thế chiến 2
Von Arnim  sinh ngày 4 tháng 4 năm 1889 tại Ernsdorf, Silesia, Vương quốc Phổ. Von Arnim gia nhập quân đội Đức năm 1907 và tham gia chiến tranh thế giới thứ I. Sau chiến tranh, ông vẫn ở Reichswehr và sau đó là Wehrmacht. Arnim chỉ huy Sư đoàn 52 Bộ Binh trong cả Trận đánh Ba Lan và Pháp. Tháng 10 năm 1940, Arnim được chỉ huy Sư đoàn 17 Panzer.
Von Arnim tham gia Chiến dịch Barbarossa, cuộc xâm lược của Liên bang Xô viết và ngày 1 tháng 10 năm 1941, ông chỉ huy XIXIX Panzer Corps cho đến tháng 11 năm 1942.
Ngày 20 tháng 2 năm 1943, ông được bổ nhiệm làm Tư lệnh Quân đội Thiết giáp số 5 dưới quyền của Erwin Rommel ở Bắc Phi, người thay ông làm Tư lệnh Quân đội Châu Phi vào ngày 10 tháng 3 năm 1943. Ông ta đầu hàng quân đội Anh vào ngày 12 tháng 5 năm 1943 do sự thành công của Chiến dịch Vulcan.
Von Arnim đã bị bắt cùng với 24 tướng khác của Đức tại Trại Clinton, Mississippi và được thả vào ngày 1 tháng 7 năm 1947. Ông mất ngày 1 tháng 9 năm 1962.

## Khen thưởng
Chữ thập sắt (1914) Hạng nhì (16 tháng 9 năm 1914) & Hạng nhất (ngày 2 tháng 11 năm 1914)
Chữ thập sắt Hiệp sĩ của Hoàng gia Hohenzollern với thanh gươm (7 tháng 9 năm 1918)
Huy hiệu vết thương Trắng (6 tháng 8 năm 1918)
Chữ thập danh dự trong Thế chiến thứ nhất 1914/1918 (15 tháng 11 năm 1934)
Khen thưởng phục vụ Wehrmacht lâu dài hạng nhất (2 tháng 10 năm 1936)
chữ thập sắt của Hiệp sĩ vào ngày 4 tháng 9 năm 1941 khi đang nắm quyền chỉ huy Sư đoàn 17 Panzer.